# Izrael a Junior Eurovíziós Dalfesztiválokon
Izrael eddig három alkalommal vett részt a Junior Eurovíziós Dalfesztiválon.
Az izraeli műsorsugárzó az Israel Broadcasting Authority, amely 1956-ban lett tagja az Európai Műsorsugárzók Uniójának, és 2012-ben csatlakozott a versenyhez.

## Története

### Évről évre
Izrael a 2012-es Junior Eurovíziós Dalfesztiválon vett részt először, így az első olyan ország volt a dalfesztivál történetében, amely sem a földrajzi, sem pedig a politikai értelemben vett Európának nem része. A közel-keleti állam korábban már kétszer jelezte előzetesen részvételét, 2004-ben és 2008-ban, viszont egyik alkalommal sem indítottak versenyzőt.
Debütálásukon a nyolcadik helyet szerezték meg 68 ponttal.
2013. október 21-én jelentette be az izraeli műsorsugárzó, hogy az ország nem vesz részt a 2013-as Junior Eurovíziós Dalfesztiválon.

### Nyelvhasználat
Izrael három versenydala közül egy héber nyelven, egy héber és angol kevert nyelven, egy pedig héber, angol, francia és orosz nyelven hangzott el.

## Résztvevők
| Év   | Előadó     | Dal                 | Magyar fordítás    | Helyezés | Pontszám |
| ---- | ---------- | ------------------- | ------------------ | -------- | -------- |
| 2012 | Kids.il    | Let the Music Win   | Győzzön a zene!    | 8.       | 68       |
|      |            |                     |                    |          |          |
| 2016 | Shir & Tim | Follow My Heart     | Követem a szívemet | 15.      | 27       |
|      |            |                     |                    |          |          |
| 2018 | Noam Dadon | Children Like These | Ilyen gyerekek     | 14.      | 81       |
|      |            |                     |                    |          |          |

## Lásd még
- Izrael az Eurovíziós Dalfesztiválokon